# Byblis rorida
Byblis rorida är en tvåhjärtbladig växtart som beskrevs av A. Lowrie och J. G. Conran. Byblis rorida ingår i släktet Byblis och familjen Byblidaceae. Inga underarter finns listade i Catalogue of Life.